# فيضانات عام 1999 بمحطة توليد كهرباء بلايز النووية
فيضانات عام 1999 بمحطة توليد كهرباء بلايز النووية حدثت فيضانات محطة توليد الطاقة النووية بلايزز عام 1999 في مساء يوم 27 ديسمبر 1999. وكان السبب في ذلك عندما أدى مزيج من المد والرياح القوية من العاصفة المدارية مارتن إلى أسوار محطة توليد الطاقة النووية بلايز في فرنسا. نتج عن هذا الحدث فقدان مصدر الطاقة وإزاحة العديد من الأنظمة المتعلقة بالسلامة مما أدى إلى كارثة من المستوى 2 على مقياس الأحداث النووية الدولية. وقد أوضحت هذه الحادثة إلى تلف عناصر متعددة من المعدات في جميع أنحاء المفاعل وضعف في تدابير السلامة والأنظمة والإجراءات وأسفرت عن تغييرات جوهرية في تقييم مخاطر الفيضانات في محطات الطاقة النووية وفي الاحتياطات المتخذة.

## الخلفية
تقع محطة بلايز المجهز بأربعة مفاعلات ماء مضغوط على مصب جيروند جنوب غرب بسبب سجلات لأكثر من 200 فيضان على طول المصب يعود تاريخها إلى 585 بعد الميلاد حوالي 40 منها كانت واسعة النطاق بشكل خاص ، كان موقع المفاعل معروفًا بأنه عرضة للفيضان وذكرت تقارير فيضانات عام 1875 أن سببها مزيج من المد العالي والرياح العنيفة التي تهب على طول محور المصب. كما عانت المنطقة من الفيضانات أثناء العواصف في الماضي القريب ، في 13 ديسمبر 1981 و18 مارس 1988. أشار تقرير رسمي وقد حدد الاستعراض السنوي لعام 1998 لسلامة المفاعل الحاجة إلى رفع الجدران البحرية إلى 5.7 متر (19 قدم) وتأخر تنفيذ ذلك إلى عام 2000 .

## الفيضانات
في 27 ديسمبر 1999 ، تسبب مزيج من المد القادم والرياح العالية بشكل استثنائي والتي أنتجتها العاصفة مارتن في ارتفاع مفاجئ للمياه في المصب ، مما أدى إلى إغراق أجزاء من المفاعل حيث بدأت الفيضانات في حوالي الساعة 7:30 مساءً ، أي قبل ساعتين من المد العالي وتبين لاحقًا أن المياه وصلت عند ارتفاع بين 5 متر (16.4 قدمًا) و 5.3 متر (17 قدمًا) كما أضرت الفيضانات بالحائط البحري المواجه لجيروند .
قبل الفيضان كانت الوحدات 1 و 2 و 4 تحت السلطة الكاملة و إغلاق الوحدة 3 للتزود بالوقود. بدءًا من الساعة 7:30 مساءً فقدت جميع الوحدات الأربع إمدادات الطاقة التي تبلغ 225 كيلوفولت .

## رد الفعل

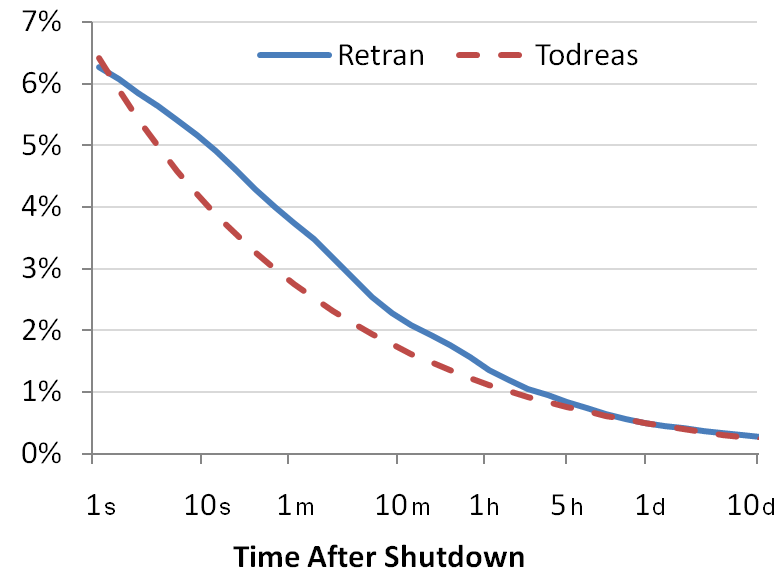
يستغرق الأمر عدة أيام لجميع المفاعلات لتهدأ حيث يجب إزالة الحرارة بواسطة أنظمة التبريد

إستغرق الأمر عدة أيام حتى إنحسرت حرارة الاضمحلال حيث يجب إزالة الحرارة من خلال أنظمة التبريد بعد حوالي ساعتين ونصف الساعة من بدء الفيضان تم إطلاق إنذار شديد المدّ في المصب في غرفة المراقبة في الوحدة 4. كان من المفترض أن يؤدي هذا إلى قيام مشغلي غرفة التحكم بإطلاق "خطة طوارئ داخلية من المستوى 2 ، ولكن لم يتم ذلك نظرًا لإغفال المتطلب من دليل غرفة العمليات وبدلاً من ذلك استمروا في اتباع الإجراء الخاص بفقدان إمدادات الطاقة خارج الموقع ، لذلك فشل في إيقاف تشغيل المفاعلات العاملة في أقرب فرصة للسماح للحرارة البدء في تبديدها. [في الساعة 3:00 من صباح يوم 28 ديسمبر تم استدعاء فرق الطوارئ التابعة لمحطة توليد الطاقة لتعزيز الطاقم الموجود بالفعل في الموقع ؛ في الساعة 6:30 تم إبلاغ إدارة معهد الحماية والأمن النووي (الذي أصبح الآن جزءًا من معهد الحماية من الإشعاع والسلامة النووية) وعقد اجتماع للخبراء في الساعة 7:45 صباحًا. في الساعة 9:00 صباحاً ، تم تفعيل خطة الطوارئ الداخلية من المستوى 2 في النهاية من قبل مديرية سلامة التركيبات النووية (التي أصبحت الآن هيئة السلامة النووية) وتم تشكيل فريق إدارة طوارئ كامل مكون من 25 شخصًا يعملون في شفتات على مدار الساعة. عند الظهيرة يوم 28 ديسمبر ، تم تصنيف الحادث مؤقتًا في "المستوى 1" على مقياس الأحداث النووية الدولية قبل إعادة تصنيفه في "المستوى 2" في اليوم التالي. تم تقليص الفريق في 30 ديسمبر ، وتوقفت في حوالي الساعة السادسة مساء من نفس اليوم. في صباح 28 ديسمبر ، قدر معهد الحماية والسلامة النووية أنه في حالة فشل إمدادات مياه التبريد في حالات الطوارئ ، لكانت هناك أكثر من 10 ساعات للعمل قبل أن يبدأ الانهيار الأساسي.